# Pandereta
La pandereta es un instrumento musical de manoplilla con tono indeterminado perteneciente al grupo de los tambores de marco. Este instrumento está formado por uno o dos aros superpuestos, de un centímetro o menos de espesor, provistos de ferreñas/sonajas de latón, hierro, hojalata o acero templado (en ocasiones también son de madera), y cuyo vano está cubierto por uno de sus cantos con piel muy lisa y estirada. Puede ser piel de oveja sin lana, de cabra o panza de burro.

## Historia

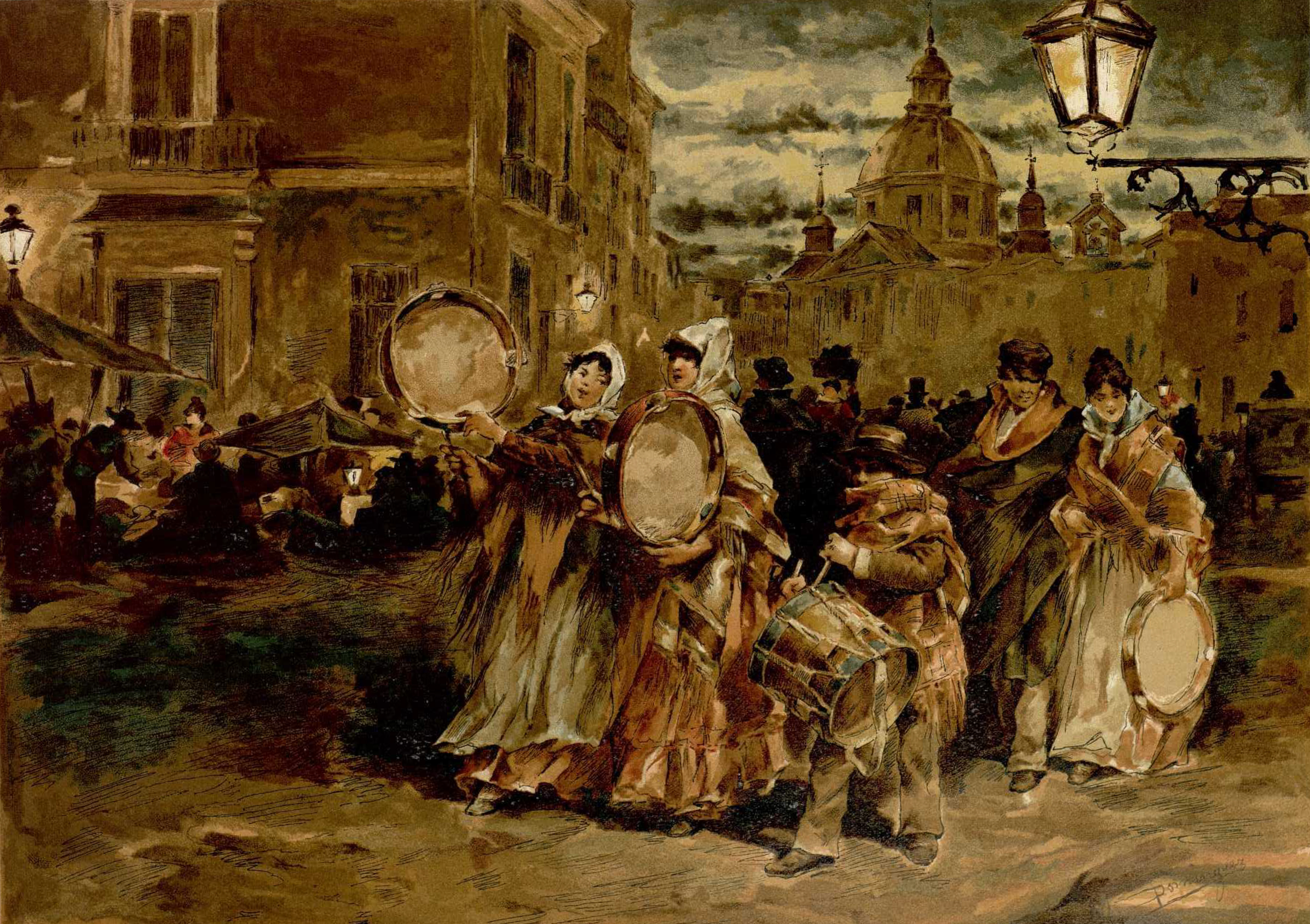
Grupo de personas tocando panderetas por la calle (también un tambor)

La pandereta se originó en Mesopotamia, Medio Oriente, India, Grecia y Roma. Fue usada especialmente en contextos religiosos.
Se toca haciendo resbalar uno o más dedos por ella, o bien golpeándola con ellos o con toda la mano. En ocasiones se golpea con otras partes del cuerpo, como en la Fantasía de Pandereta, típica de la tuna: mientras el que maneja la pandereta baila, va tocando con ella, golpeándola con distintas partes de su cuerpo, manteniendo el ritmo de la canción, dando muestra de gran sentido del ritmo musical así como de su destreza en la ejecución.
El pandero suele ser de mayor tamaño, aunque en algunos países se le dice pandero a la pandereta y viceversa (pandero concha, pandero cuevano, pandereta plenera). Los tamaños son muy iguales, siendo más grave el instrumento cuanto mayor es el diámetro de su aro.